# Faboideae
Faboideae eller Papilionoideae är en underfamilj till de blommande växterna i familjen ärtväxter. Underfamiljen är utbredd och förekommer i de flesta klimat och på alla kontinenter utom Antarktis. Arterna kan förekomma som träd, buskar, eller örter. Blommorna är tvåkönade, de sitter ensamma eller i olika typer av blomställningar. Fodret är sambladigt med vanligen fem flikar. Kronan är fjärilslik, med ett stort bakre "segel", två sidoställda "vingar" och en främre köl bestående av två sammanväxta kronblad. Ståndarna är vanligen tio till antalet, ståndarsträngarna är förenade till ett rör, åtminstone vid basen. Stiftet är ensamt. Frukten är en baljfrukt, som oftast öppnanr sig på längden, men ibland faller den av hel eller faller sönder i ledstycken. Fröna är vanligen runda, ellipsoida eller skevt njurformade.
Många arter fixerar kväve genom att samarbeta med bakterier i knölar på rötterna.